# Automobil s motorem vpředu

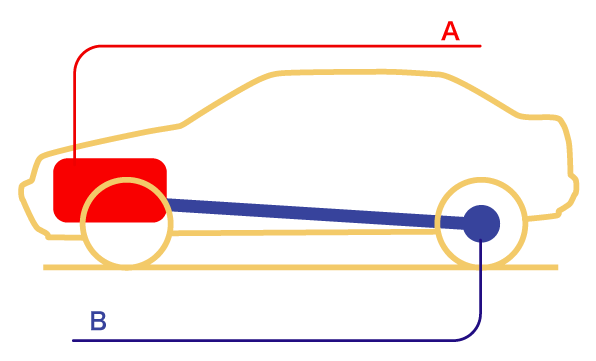
Schéma klasické koncepce pohonu:
A - motor
B - hnací náprava

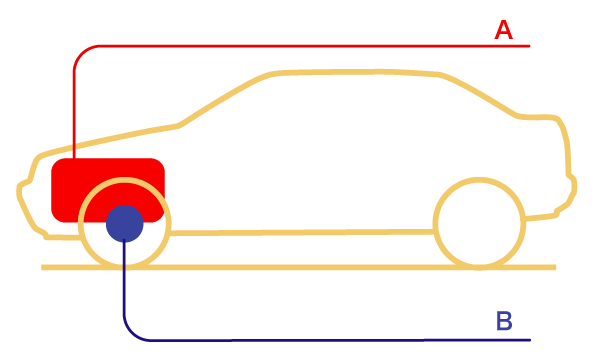
Schéma předního pohonu:
A - motor
B - hnací náprava

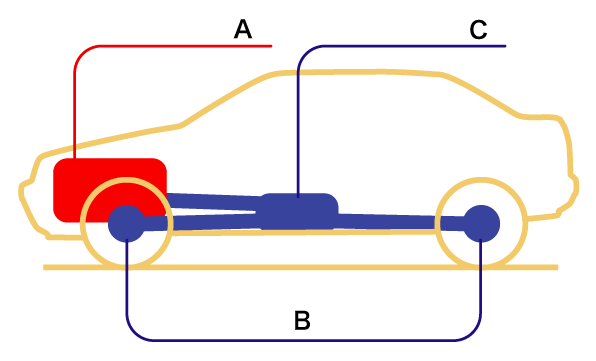
Schéma pohonu 4x4:
A - motor
B - hnací nápravy
C - mezinápravový diferenciál

Uložení motoru v automobilu nad přední nápravu je součástí koncepce pohonu automobilů, u které je motor ve voze uložený příčně, nebo podélně nad nebo za přední nápravou. Umístění těžkého motoru nad přední nápravou umožňuje dosáhnout vozidlu výborně brzdné vlastnosti, ale také způsobuje nedotáčivost.
Uložení motoru nad přední nápravu umožňuje realizovat všechny druhy pohonu: pohon přední nápravy, pohon zadní nápravy označovaný jako klasická koncepce i pohon všech kol.

## Historie
Motor se nad přední nápravu začal umisťovat souběžně s rapidním nárůstem zdvihového objemu agregátů. V té době nepříliš účinné motory musely být velké, aby dosahovaly dostatečného výkonu k pohonu automobilů. Takto velké motory již však nebylo možné umístit za zadní nápravu, jak tomu obvykle bylo v průkopnických automobilech. Pro přesunutí motoru dopředu tehdy ještě nebyla vyvinuta technologie pohonu přední-řízené nápravy, tudíž k pohonu zadní nápravy byl využit kardanový hřídel a takto vznikla klasická koncepce pohonu automobilů s motorem vpředu podélně a poháněnou zadní nápravou, která dominovala několik desítek let. Až v 60. letech 20. století přišla firma Renault s koncepcí předního náhonu s motorem uloženým vpředu. Tato koncepce se postupně stala dominantní při konstrukci osobních automobilů dodnes a podstatně vytlačila všechny jiné koncepce.

## Konstrukce
Vzhledem k umístění velké hmotnosti motoru nad přední nápravu je nutné konstruovat přední nápravu vyšší tuhosti, aby při jízdě nedocházelo ke změnám geometrie nápravy. Motor lze nad přední nápravu umístit buď příčně, což se využívá zejména u malých a středních osobních automobilů s pohonem přední nápravy nebo podélně, což se využívá u pohonu zadní nápravy nebo pohonu všech kol.
Výhodou příčného uložení motoru je možnost vytvořit velmi kompaktní vůz s dobrým rozložením zastavěného prostoru, z čehož plyne možnost velkého vnitřního prostoru i v poměrně malém automobilu. Přesto tato koncepce mnohdy nebyla použita při konstrukci nejmenších automobilů, jako například vozidla Smart ForTwo nebo Fiat 600, kde malý motor mohl být umístěn vzadu.
Motor uložený podélně se využíval nejvíce v počátcích automobilismu, kdy dlouhé agregáty nebylo možné do automobilu umístit jiným způsobem. V dnešní době se tento způsob uložení využívá už jen u automobilů s klasickou koncepcí pohonu, protože je výhodné na podélně uložený motor přímo v ose napojit převodovku a kardanový hřídel. Toto řešení však obvykle potřebuje větší motorový prostoru. U klasických off-road vozů je pak výhodou podélného uložení motoru více prostoru pro křížení přední nápravy. Podélně uložený motor je možné využít i s pohonem přední nápravy podobně, jako se používá podélně uložený motor k pohonu zadní nápravy.
V obou případech je v případě použití motoru s vyšší hmotností nezbytné použít posilovač řízení kvůli velkému zatížení přední nápravy.

## Vlastnosti
Motor uložený nad přední nápravou poskytuje možnost využít náporové chlazení motoru ať už vzduchem nebo vodou. V případě vodou chlazeného motoru s náporovým chlazením není třeba táhnout automobilem dlouhé rozvodné hadice. Hmotnost motoru příznivě působí na brzdné vlastnosti vozu, protože kola přední nápravy při brzdění zvyšují vlivem hmotnosti svou adhezi. Naopak při akceleraci dochází v případě pohonu přední nápravy k odlehčování kol, což může vést k prokluzu. Při pohonu zadní nápravy, která není zatížena motorem dochází k prokluzu kvůli trvale nízkému tlaku na nápravu. Hmota motoru nad přední nápravou způsobuje přirozeně nedotáčivé chování vozidla.